# SK Vladislav Varna
SK Vladislav Varna byl bulharský fotbalový klub sídlící ve Varně. Existoval v letech 1916 až 1945, kdy zanikl sloučením s Ticha Varna. Tým byl 3× mistrem Bulharska.

## Historie
Klub vznikl roku 1916 jako Sport Klub Napred. Pak změnil názvy na SK Razvitie a SK Granit, ale stále nemohl být do roku 1919 zaregistrován. Z toho důvodu se klub zaregistroval jako kolektivní člen klubu SK Ticha. Klub byl oficiálně znám jako SK Ticha – pobočka SK Granit. Roku 1921 se klub oddělil pod názvem SK Vladislav, dle Vladislava III., polského a uherského krále, který zemřel v bitvě u Varny roku 1444.
Tým byl 3× mistrem Bulharska: v letech 1925, 1926 (první 2 ročníky ligy) a 1934.
Roku 1945 byl klub sloučen s Ticha Varna po názvem Ticha-Vladislav (později Černo More).

## Úspěchy
- 1. bulharská fotbalová liga: 1925, 1926 a 1934